# Diego Antonio Hernández
Diego Antonio Hernández Aguayo (16 de febrero de 1998, Guadalajara, Jalisco, México) es un futbolista mexicano. Juega de Defensa y su club actual es el Tecos FC de la Serie A de México.

## Trayectoria

### Clubes
| Club     | País   | Año         |
| -------- | ------ | ----------- |
| Necaxa   | México | 2017 - 2019 |
| Tecos FC | México | 2019 -      |

#### Estadísticas
| Necaxa · México                     |               |               |    |   |   |   |   |    |    |   |
| 1ª                                  | 2016-17       | 1             | 0  | 0 | 0 | - | - | 1  | 0  |   |
| 1ª                                  | 2017-18       | 0             | 0  | 4 | 1 | - | - | 4  | 1  |   |
| Total club                          | Total club    | 1             | 0  | 4 | 1 | - | - | 5  | 1  |   |
| Tecos F. C. · México                |               |               |    |   |   |   |   |    |    |   |
| 3ª                                  | 2019-20       | 21            | 0  | - | - | - | - | 21 | 0  |   |
| 3ª                                  | 2020-21       | 20            | 1  | - | - | - | - | 20 | 1  |   |
| Total club                          | Total club    | 41            | 1  | - | - | - | - | 41 | 1  |   |
| Total carrera                       | Total carrera | Total carrera | 42 | 1 | 4 | 1 | - | -  | 46 | 2 |
| (1)Incluye datos de la Copa México. |               |               |    |   |   |   |   |    |    |   |

## Palmarés

### Campeonatos nacionales
| Título      | Club        | País   | Año  |
| ----------- | ----------- | ------ | ---- |
| Copa México | Club Necaxa | México | 2018 |